# 道の駅のと千里浜
道の駅のと千里浜（みちのえき のとちりはま）は、石川県羽咋市千里浜町にある市道羽咋3号線の道の駅である。

## 施設
- 駐車場
  - 普通車：150台[2]
  - 大型車：6台[2]
  - 身障者用：5台[2]
- トイレ 20器
- 地域振興施設
  - かわんちまーと（売店・農産物直売所、平日 9:00 - 17:00・土日祝日 9:00 - 18:00）[2][9]
  - のとののど（レストラン、11:00 - 16:00） - コロナ禍に伴い営業時間を短縮している（11:30 - 14:00、2022年時点）[4]。
  - ファーマーズベーカリー（9時から売り切れまで）
  - マルガジェラート（10:30 - 16:00）
- のとのまど（情報スペース・9:00 - 18:00、12月から3月までは9:00 - 17:00）
- 多目的広場
- 足湯「だいこん足の湯」（営業時間に準じて利用可能、冬季は閉鎖）[2][6]
- RVパーク 4台（利用には予約が必要）
- タイヤシャワー - 千里浜なぎさドライブウェイを走行後、足回りを洗車できる[9][10]。
- 巨大砂像[4] - 大黒天をモチーフにした砂像には、開業から1年間で63,576円の投げ銭があった。全額が千里浜再生プロジェクトに寄付された[11][12]。

### 管理団体
- 設置者：羽咋市
- 指定管理者：羽咋まちづくり株式会社[13][7][14] - 羽咋市長の岸博一が社長を務めている（2022年時点）[7][8]。

## 休館日
- のとのまど：毎週水曜日
- かわんちまーと・のとののど・ファーマーズベーカリー・マルガジェラート：第2・第4水曜日[2][9]

## アクセス
- 市道羽咋3号線 - 登録路線[1][2]
  - 石川県道232号若部千里浜インター線

自動車
- E86 のと里山海道 千里浜ICよりすぐ[4][9]。

公共交通機関（鉄道・路線バス）
- 西日本旅客鉄道（JR西日本）七尾線 羽咋駅より羽咋市地域循環バス「るんるんバス」市内循環コースで「道の駅のと千里浜」バス停下車（羽咋駅より約11分）[15]。